# AXXA
AXXA a fost o formație muzicală din România, înființată în anul 1999.
A fost formată din Mihai Onilă, Dinu Maxer, Adrian Filip și Sorin Raia.

În 2008, Adrian Filip și-a făcut propriul studio de producție «Si Bemol Productions», în București, iar din anul 2010 cântă pop-rock în trupa Cazino.
În anul 2004, Dinu Maxer a părăsit formația
iar Gabi Onilă s-a alăturat echipei AXXA.
Mihai Onilă a devenit vindecător cu capacități paranormale
iar în anul 2014 s-a mutat în Belgia.